# KAIST
KAIST (hangul: 카이스트) o Instituto Avanzado de Ciencia y Tecnología de Corea (hangul: 한국과학기술원, hanja: 韓國科學技術院, en inglés Korea Advanced Institute of Science and Technology), es una universidad pública de investigación situada en Yuseong, Daejeon, Corea del Sur. KAIST fue establecido por el gobierno coreano en 1971 como la primera escuela de posgrado de la nación intensiva en investigación de ciencia, ingeniería y tecnología. Hoy en día se ha convertido en una de las mejores universidades coreanas.

## Historia
| Fecha                   | Evento |
| ----------------------- | --- |
| 16 de febrero de 1971   | El Instituto Avanzado de Ciencia y Tecnología de Corea (KAIS) fue establecido en Seúl                                                            |
| 20 de agosto de 1975    | Primera ceremonia de graduación para la maestría                                                                                                 |
| 19 de agosto de 1978    | Primera ceremonia de graduación para el programa doctoral                                                                                        |
| 31 de diciembre de 1980 | El Instituto Avanzado de Ciencia y Tecnología de Corea (KAIST) se formó fusionándose con el Instituto de Ciencia y Tecnología de Corea (KIST)    |
| Diciembre de 1984       | El Instituto de Tecnología de Corea (KIT) se estableció en Daejeon, Corea del Sur                                                                |
| 12 de junio de 1989     | KAIST y KIST separaron, KAIST conservó su nombre                                                                                                 |
| 4 de julio de 1989      | KAIST se fusionó con KIT y se mudó a Daejeon |
| 17 de febrero de 1990   | Primera ceremonia de graduación para estudiantes de la licenciatura                                                                              |
| 1 de octubre de 1996    | Estableció el Instituto de Estudio Avanzado de Corea (KIAS)                                                                                      |
| 4 de mayo de 2004       | Establecimiento del National Nanofab Center (NNFC)                                                                                               |
| 1 de enero de 2008      | El nombre se acortó oficialmente a KAIST |
| 1 de marzo de 2009      | Adquirió la Universidad de Información y Comunicaciones (ICU), y la renombró como Campus de Convergencia de la Información de KAIST (Campus ICC) |

## Campus
- Campus principal (Daejeon)
- Campus Seúl (Seúl)
- Campus Munji (Daejeon), el antiguo campus de la Information and Communications University hasta su fusión con KAIST
- Campus Dodok (Seúl)

## Colegios y departamentos
| Colegio de Ciencias Naturales - Departamento de Física - Departamento de Ciencias Matemáticas - Departamento de Química - Escuela de Postgrado de Nanociencia y Tecnología Colegio de Ciencia de la Vida y Bioingeniería - Departamento de Ciencias Biológicas | Colegio de Ingeniería - Escuela de Ingeniería Mecánica y Aeroespacial - Departamento de Ingeniería Mecánica - Departamento de Ingeniería Aeroespacial - Escuela de Ingeniería Eléctrica - Departamento de Ingeniería Química y Biomolecular - Departamento de Ciencia e Ingeniería de los Materiales Colegio de Artes Liberales y Ciencia de Convergencia - Escuela de Humanidades y Ciencias Sociales Colegio de Negocios - Escuela de Postgrado de Finanzas |

## Investigaciones

### Vehículos eléctricos
Los investigadores en KAIST han desarrollado un sistema de transporte eléctrico que se llama Vehículo Eléctrico en Línea (OLEV), donde los vehículos eléctricos se cargan inalámbricamente mientras que se mueven usando inducción electromagnética.

## Clasificaciones académicas

### Clasificación mundial de universidades QS
2016 
- Clasificación mundial: 43
- Clasificación de universidades asiáticas: 3

2017 
- Clasificación mundial: 46
- Clasificación de universidades asiáticas: 6

2018 
- Clasificación mundial: 41
- Clasificación de universidades asiáticas: 4

### Clasificación académica de universidades del THE
2017 
- Clasificación mundial: 89
- Clasificación de universidades asiáticas: 8

2018 
- Clasificación mundial: 95

### Academic Ranking of World Universities
2017 
- Clasificación de las universidades del mundo: 201-300

## Presidentes
| Presidente | Mandato         | Nombre          | Notas                                                                          | Ref   |
| ---------- | --------------- | --------------- | ------------------------------------------------------------------------------ | ----- |
| 12°        | 2004 – 2006     | Robert Laughlin | Ganador en 1998 del Premio Nobel de Física                                     | [ 9 ] |
| 13° y 14°  | 2006 – 2013     | Suh Nam Pyo     | Ingeniero mecánico                                                             | [ 9 ] |
| 15°        | 2013 – 2017     | Kang Sung Mo    | Científico de ingeniería eléctrica                                             | [ 9 ] |
| 16°        | 2017 – presente | Shin Sung Chul  | Es un físico que sus áreas de investigación son espintrónica y nanomagnetismo. | [ 9 ] |

## Alumnos Notables

### Academia
- Ryoo Ryong: químico surcoreano

### Ciencia y Tecnología
- Jake Song: programador surcoreano
- Yi So Yeon:[10] astronauta surcoreana, la primera coreana en ir al espacio

### Entretenimiento
- Kim So Jung:[11][12] cantante surcoreana
- Lee Jang Won:[13] cantante surcoreano (Peppertones)
- Shin Jae Pyung:[14] cantante surcoreano (Peppertones)
- Yoon So Hee:[15] actriz surcoreana
- Oh Hyun Min:[16] personalidad de televisión, entretenedor surcoreano